# قشرة كمثرية

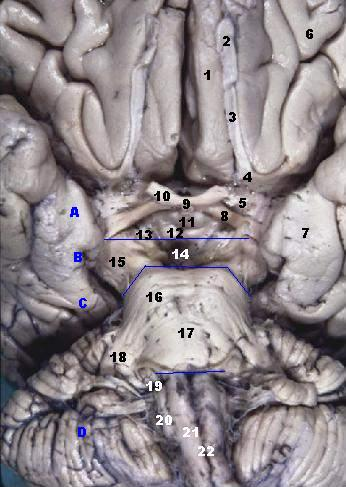
صورة لجذع الدماغ من الأمام (القشرة الكمثرية غير معلمة، إلا أن معظمها يُرى قرب رقم #7

القشرة الكمثرية (بالإنجليزية: pyriform cortex)‏ هي منطقة في الدماغ البشري تُعتبر جزءا من من الدماغ الشمي، وترتبط وظيفتها بحاسة الشم.

## التشريح والوظيفة
القشرة الكمثرية هي جزء من الدماغ الشمي الموجودة في القشرة المخية، وتُوصف في علم التشريح البشري بأنها تتكون من قشرة اللوزة الدماغية والمعقف ووالتلفيف الأمامي المجاور للحصين. وبشكل أكثر تحديدًا فإن القشرة الكمثرية تقع بين الفص الجزيري والفص الصدغي
تتلعق وظيفة القشرة الكمثرية بحاسة الشم، والتي تعنى بادراك الروائح.